# Matteo Bocelli
Matteo Bocelli (Forte dei Marmi, 8 de octubre de 1997) es un cantante y músico italiano.

## Biografía
Es hijo del reconocido cantante lírico Andrea Bocelli y Enrica Cenzatti. Tiene un hermano mayor, Amos, y una medio hermana menor por parte de padre, Virginia.
Con 6 años comenzó a tocar el piano. Comenzó tomando clases de su padre, aunque posteriormente ingresó en el Conservatorio de Lucca. Siempre acompañaba a su padre al piano, pero por petición de su madre comenzó a cantar. Con 18 años hizo su debut como tenor, aunque su salto a la fama se debió al dueto que realizó en 2018 junto a su padre en la canción Fall on me.
En el año 2021 salía su primera canción en solitario, titulada Solo. En 2022 grabó un dueto junto al cantante colombiano Sebastián Yatra titulado Tu luz quedó.
En febrero del año 2024 participó con gran éxito en la 63° edición del Festival Internacional de la Canción de Viña del Mar en Chile, junto a su padre, siendo su primera presentación en América Latina.

## Discografía

### Álbumes de estudio
- 2022 - A Family Christmas (Con Andrea Bocelli y Virginia Bocelli)
- 2023 - Matteo
- 2025 - Falling in love

### Sencillos
- 2018 - Fall On Me (Versión inglesa) (Dúo con Andrea Bocelli)
- 2018 - Ven a Mí (Versión española) (Dúo con Andrea Bocelli)
- 2020 - Can You Feel the Love Tonight (Note D6)
- 2021 - Solo
- 2022 - Close
- 2022 - Dimmi (Versión italiana)
- 2022 - Dime (Versión española)
- 2022 - Do You Hear What I Hear? (Con Andrea Bocelli, Virginia Bocelli y Pentatonix)
- 2022 - Feliz Navidad (Con Andrea Bocelli, Virginia Bocelli y The Simpsons)
- 2022 - Happy Xmas (War is Over) (Con Andrea y Virginia Bocelli)
- 2022 - Have Yourself a Merry Little Christmas (Con Andrea y Virginia Bocelli)
- 2022 - I'll Be Home for Christmas (Con Andrea y Virginia Bocelli)
- 2022 - Un Attimo di Tè (Dúo con Sebastián Yatra)
- 2022 - Until She's Gone (Dúo con Sebastián Yatra)
- 2022 - Tu Luz Quedó (Dúo con Sebastián Yatra)
- 2022 - Tempo (Versión italiana)
- 2022 - Tiempo (Versión española)
- 2022 - Cautionary Tale (Banda sonora de la película "Tres Mil Años Esperándote")
- 2022 - The Greatest Gift
- 2022 - Over the Rainbow
- 2022 - Have Yourself a Merry Little Christmas
- 2023 - I Miss You Amore (Con Sukriti Kakar, Prakriti Kakar y Amaal Mallik)
- 2023 - For You
- 2023 - Beautiful Disaster
- 2023 - Chasing Stars
- 2023 - Fasi
- 2023 - I'm Here
- 2023 - Luccica
- 2023 - Me or You
- 2023 - Resti di un'Estate
- 2023 - Piove (Solo L'amore)
- 2023 - Better Now
- 2023 - Quella Sbagliata
- 2023 - Honesty
- 2023 - Let It Snow (Con Andrea y Virginia Bocelli)
- 2024 - Time to Say Goodbye (Con Andrea Bocelli y Hans Zimmer)
- 2024 - Falling Back (Con Sanah)
- 2024 - If I Knew (Con Sofia Carson)
- 2025 - To Get to Love You
- 2025 - Mi historia entre tus dedos (Con Gianluca Grignani)

## Filmografía
En 2022 debutó en el cine al formar parte del elenco de la película Three Thousand Years of Longing, del director George Miller, interpretando al Príncipe Mustafa, además de componer una de las canciones del filme.

### Cine
| Año  | Título                          | Personaje        | Notas |
| ---- | ------------------------------- | ---------------- | ----- |
| 2022 | Three Thousand Years of Longing | Príncipe Mustafa |       |